# Uniophora
Uniophora är ett släkte av sjöstjärnor. Uniophora ingår i familjen trollsjöstjärnor.
Kladogram enligt Catalogue of Life:
| Uniophora | \| \| Uniophora dyscrita \| \| \| \| \| \| Uniophora granifera \| \| \| \| \| \| Uniophora nuda \| \| \| \| |
|           | \| \| Uniophora dyscrita \| \| \| \| \| \| Uniophora granifera \| \| \| \| \| \| Uniophora nuda \| \| \| \| |
|           | Uniophora dyscrita                                                                                          |
|           | |
|           | Uniophora granifera                                                                                         |
|           | |
|           | Uniophora nuda                                                                                              |
|           | |